# كلود بيتي
كلود بيتي (بالفرنسية: Claude Petit)‏ هو سياسي فرنسي، ولد في 9 يناير 1871 في الجزائر، وتوفي في 9 نوفمبر 1966. انتخب نائب فرنسي.